# Vita vidder
"Vita vidder" är en sång som den svenska popgruppen Family Four sjöng då den vann Melodifestivalen 1971 och tävlade i Eurovision Song Contest 1971.
I Eurovision Song Contest hamnade låten på sjätte plats, delad med Nederländernas bidrag. Claes Rosendahl dirigerade. Family Four gjorde med "Vita vidder" sitt första framträdande i Eurovision Song Contest. (1972 bidrog gruppen med "Härliga sommardag" som kom på trettonde plats.) 
Melodin testades på Svensktoppen, där den låg i fem veckor under perioden 16 maj-13 juni 1971, och som bäst var tvåa.
Family Four spelade in en engelsk version av Vita vidder som heter Someday,someway med engelsk text av Jackie Rae och en tysk version som heter Greif nicht nach den sternen med tysk text av Catrin Toisy.[källa behövs]
Singeln är en av titlarna i boken Tusen svenska klassiker (2009).

## Handling
Sångens jag-person beskriver sitt paradis, ett snövitt vinterlandskap med gnistrande skare och fjäll så långt man kan se.

### Fotnoter
1. ↑  Svensktoppen - 1971
2. ↑  Gradvall et al 2009, #306